# Nguyễn Hữu Hoài
Nguyễn Hữu Hoài (sinh năm 1958) là một chính khách Việt Nam. Ông từng giữ chức Chủ tịch (thứ 15) Ủy ban nhân dân tỉnh Quảng Bình, Phó Bí thư Tỉnh ủy Quảng Bình.

## Thân thế và giáo dục
Ông sinh ngày 15 tháng 10 năm 1958, quê ở xã Dương Thủy, huyện Lệ Thủy, tỉnh Quảng Bình. Ông gia nhập Đảng Cộng sản Việt Nam vào ngày 16 tháng 12 năm 1983, thành đảng viên chính thức ngày 16 tháng 6 năm 1985. Cha ông là ông Nguyễn Quốc Vượng (mất ngày 18 tháng 6 năm 2012).
Ông có bằng Tiến sỹ Nông nghiệp và Cao cấp lí luận chính trị.

## Sự nghiệp
Năm 2008, ông giữ chức Phó chủ tịch Ủy ban nhân dân tỉnh Quảng Bình.
Ngày 6 tháng 1 năm 2010, Hội đồng nhân dân tỉnh Quảng Bình họp bất thường để bầu Chủ tịch Ủy ban nhân dân tỉnh mới thay ông Phan Lâm Phương nghỉ hưu theo chế độ. Ông Nguyễn Hữu Hoài, bấy giờ là Phó bí thư Tỉnh ủy, Phó chủ tịch thường trực Ủy ban nhân dân tỉnh đã được bầu làm Chủ tịch Ủy ban nhân dân tỉnh Quảng Bình nhiệm kì 2006-2011 với 100% số phiếu bầu.
Năm 2010, ông giữ chức Trưởng Ban Quản lý khu kinh tế Quảng Bình.
Tháng 6 năm 2011, ông tái đắc cử chức vụ Chủ tịch Ủy ban nhân dân tỉnh Quảng Bình nhiệm kì 2011-2016 trong kì họp thứ nhất của Hội đồng nhân dân tỉnh Quảng Bình.
Ông tái đắc cử lần thứ 2, nhiệm kì 2016-2021 trong phiên họp đầu tiên của Hội đồng nhân dân tỉnh Quảng Bình khóa 17 ngày 24 tháng 6 năm 2016. Tuy nhiên, chỉ 2 năm rưỡi sau, ngày 6 tháng 12 năm 2018, Hội đồng nhân dân tỉnh Quảng Bình đã phê chuẩn để ông Nguyễn Hữu Hoài nghỉ hưu theo chế độ.

## Ảnh hưởng
Quyết định 2908/QĐ-UBND, ngày 16 tháng 10 năm 2014 của ông Nguyễn Hữu Hoài, ký phê duyệt Dự án điện lưới chồng lên Dự án điện mặt trời gây lãng phí 14 triệu USD vay của Chính phủ Hàn Quốc.
Tháng 4 năm 2016, ông khẳng định sẽ ưu tiên hỗ trợ tập đoàn bất động sản FLC trong dự án Quần thể resort, biệt thự nghỉ dưỡng và giải trí cao cấp FLC Quảng Bình.
Ngày 15 tháng 5 năm 2016, ông đề nghị các khách sạn, nhà hàng, và ban quản lí hang động Phong Nha - Kẻ Bàng ở Quảng Bình giảm 30 - 50% giá dịch vụ du lịch để thu hút du khách vào Quảng Bình.
Năm 2017, ông ủng hộ dự thảo khoán xe công do Bộ Tài chính đưa ra, theo đó có thể đưa chi phí sử dụng xe công của phó bí thư tỉnh ủy, chủ tịch hội đồng nhân dân và ủy ban nhân dân tỉnh, lãnh đạo doanh nghiệp nhà nước vào thu nhập của họ với mức 6,5 triệu đồng/tháng.
Ngày 16 tháng 3 năm 2017, trong buổi họp báo giới thiệu chương trình "Quảng Bình trong lòng Hà Nội", ông khẳng định du lịch là ngành kinh tế mũi nhọn của tỉnh Quảng Bình và phải phát triển bền vững, có kiểm soát kĩ công nghệ, quy mô, nội dung các dự án du lịch.
Tháng 5 năm 2017, ông xác nhận tỉnh Quảng Bình đang cho khảo sát để làm cáp treo hang Sơn Đoòng và đang mời gọi tập đoàn FLC tham gia xây dựng cáp treo. Tuy nhiên, sau khi Nguyễn Hữu Hoài nghỉ hưu, ngày 9 tháng 4 năm 2019, Phó chủ tịch UBND tỉnh Quảng Bình Trần Tiến Dũng cho rằng việc xây cáp treo chỉ là ý định của doanh nghiệp và UBND tỉnh Quảng Bình không đồng ý cho phép việc này.

## Sai phạm
Khi cha ông Hoài là ông Nguyễn Quốc Vượng qua đời ngày 18 tháng 6 năm 2012, gia đình đã cho chôn cất ở vùng đất thuộc rừng thông của lâm trường Đồng Hới, nằm sát trên trục đường chính vào trại giam Đồng Sơn (Bộ Công an). Ông Hoài được cho là đã gây áp lực để chính quyền địa phương tỉnh Quảng Bình quy hoạch khu vực này thành nghĩa trang Đá Bạc bất chấp sự phản đối từ phía người dân và Bộ Công an.
Trong các ngày 16-17 tháng 6 và 23-24 tháng 7 năm 2015, Ủy ban kiểm tra Trung ương Đảng Cộng sản Việt Nam khóa 11 đã họp kỳ thứ 32, 33 để xem xét, kết luận và có hình thức xử lý đối với các tập thể, cá nhân liên quan. Đối với cá nhân Nguyễn Hữu Hoài, với cương vị Phó bí thư Tỉnh ủy, Bí thư Ban cán sự Đảng, Chủ tịch UBND tỉnh Quảng Bình, Nguyễn Hữu Hoài có trách nhiệm của người đứng đầu đối với các thiếu sót khuyết điểm của Ban cán sự UBND tỉnh. Bên cạnh đó, cá nhân và gia đình đã thiếu thận trọng trong việc an táng thân sinh tại nghĩa địa Đá Bạc khi chưa hoàn thành thủ tục pháp lý.